# Дамсинский сельский округ
Дамси́нский се́льский окру́г (каз. Дамса ауылдық округі) — административная единица в составе Шортандинского района Акмолинской области Республики Казахстан.
Административный центр — село Дамса.

## География
Административно-территориальное образование расположено в центральной части района. В состав сельского округа входит 3 населённых пункта.
Граничит с землями административных единиц:
- сельский округ Бектау — на северо-востоке,
- сельский округ Бозайгыр — на юго-востоке,
- Целиноградский район — на юге,
- Новокубанский сельский округ — на западе,
- Раевский сельский округ, посёлок Шортанды — на северо-западе.

Территория сельского округа расположена в северных окраинах казахского мелкосопочника. Рельеф местности в основном представляет из себя равнину с малыми возвышенностями. Перепад высот незначительны; средняя высота округа — около 375 метров над уровнем моря.
Гидрографическая сеть представлена озёрами, крупные из них — Донец, другие.
Климат холодно-умеренный, с хорошей влажностью. Среднегодовая температура воздуха отрицательная и составляет около -3,6°С. Среднемесячная температура воздуха в июле достигает +19,8°С. Среднемесячная температура января составляет около -15,0°С. Среднегодовое количество осадков составляет около 420 мм. Основная часть осадков выпадает в период с июня по август.
Через территорию сельского округа проходят:
- с юга на север около 20 километров автодороги республиканского значения — А-1 «Астана — Петропавловск»;
- с юга на север около 25 километров железной дороги «Астана — курорт Боровое».

## История
В 1989 году существовал как — Дамсинский сельсовет (сёла Дамса, Всесоюзный научно-исследовательский институт зернового хозяйства, Степное, разъезд 34).
В периоде 1991—1998 годов:
- Дамсинский сельсовет был преобразован в сельский округ;
- село Всесоюзный научно-исследовательский институт зернового хозяйства был переименован и преобразован в отдельное административное образование «посёлок Научный».

В 2005 году разъезд 34 был упразднен.
В 2013 году в состав сельского округа вошёл посёлок Научный.

## Население
| Численность населения | Численность населения | Численность населения |
| 1989                  | 1999                  | 2009                  |
| --------------------- | --------------------- | --------------------- |
| 6352                  | ↘3854                 | ↘3417                 |

## Состав
| № | Населённый пункт | Тип населённого пункта       | Население, 1989 | Население, 1999 | Население, 2009 |
| - | ---------------- | ---------------------------- | --------------- | --------------- | --------------- |
| 1 | Дамса            | село, административный центр | 3 418           | 2 638           | 2 186           |
| 2 | Научный          | посёлок                      | 1 668           | 1 140           | 1 065           |
| 3 | Степное          | село                         | 1 250           | 1 216           | 1 231           |
| 4 | Разъезд 34       | разъезд, упразднён           | 16              | -               | -               |

## Местное самоуправление
Аппарат акима Дамсинского сельского округа — село Дамса, улица Курмет, 6.
- Аким сельского округа — Абдрахманова Гульнара Женисовна.